# Liste de statues équestres de Mongolie
Cet article recense les statues équestres en Mongolie.

## Liste
| Œuvre                                | Auteur                | Commune        | Localisation                       | Notes | Installation | Coordonnées                        | Illustration                                      |
| ------------------------------------ | --------------------- | -------------- | ---------------------------------- | --- | ------------ | ---------------------------------- | ------------------------------------------------- |
| Statue équestre de Damdin Sükhbaatar |                       | Baruun-Urt     |                                    | Damdin Sükhbaatar |              | 46° 40′ 53″ nord, 113° 16′ 49″ est | Statue équestre de Damdin Sükhbaatar, Baruun-Urt  |
| Monument au morin khuur              |                       | Darkhan        | installation morinkhuur            | |              | 49° 28′ 32″ nord, 105° 56′ 53″ est | Monument au morin khuur, Darkhan                  |
| Statue équestre d'Amoursana          |                       | Khovd          |                                    | Amoursana |              | 48° 00′ 15″ nord, 91° 38′ 31″ est  | Statue équestre d'Amoursana, Khovd                |
| Statue équestre de Chingünjav        |                       | Mörön          |                                    | Chingünjav |              | à géolocaliser                     | Image manquante                                   |
| Statue équestre de Bortchou          |                       | Oulan-Bator    | Place Gengis Khan                  | Bortchou |              | 47° 55′ 11″ nord, 106° 55′ 02″ est | Statue équestre de Bortchou, Oulan-Bator          |
| Statue équestre de Chingünjav (ru)   | O. Tengisbold         | Oulan-Bator    |                                    | Chingünjav | 2012         | à géolocaliser                     | Statue équestre de Chingünjav, Oulan-Bator        |
| Statue équestre de Gengis Khan       |                       | Oulan-Bator    | Aéroport international Gengis Khan | Gengis Khan |              | 47° 51′ 21″ nord, 106° 45′ 59″ est | Statue équestre de Gengis Khan, Oulan-Bator       |
| Statue équestre de Muqali            |                       | Oulan-Bator    | Place Gengis Khan                  | Muqali |              | 47° 55′ 11″ nord, 106° 55′ 03″ est | Statue équestre de Muqali, Oulan-Bator            |
| Statue équestre de Damdin Sükhbaatar | Sonomyn Choimbol (ru) | Oulan-Bator    | Place Gengis Khan                  | Damdin Sükhbaatar | 1946         | 47° 55′ 08″ nord, 106° 55′ 03″ est | Statue équestre de Damdin Sükhbaatar, Oulan-Bator |
| Statue équestre de Gengis Khan       | D. Erdenebilg         | Tsonjin Boldog |                                    | Gengis Khan. Plus grande statue équestre du monde en 2018 (40 m de hauteur sans compter le piédestal)                  | 2008         | 47° 48′ 29″ nord, 107° 31′ 47″ est | Statue équestre de Gengis Khan, Tsonjin Boldog    |
| Statues équestres                    |                       | Tsonjin Boldog |                                    | 10 compagnons de Gengis Khan. Les statues surmontent la porte d'accès au complexe de la statue équestre de Gengis Khan |              | 47° 48′ 18″ nord, 107° 31′ 54″ est | Statues équestres, Tsonjin Boldog                 |